# Patachou, petit garçon

Patachou, petit garçon (publié en 1929) est une collection des articles, de la prose et des poèmes de Tristan Derème au sujet de la vie normale d'un enfant curieux et mystérieux. C'est une des inspirations probables pour Le Petit Prince d'Antoine de Saint-Exupéry pour Denis Boissier, hypothèse non confirmée par Colette Branchu dans sa thèse.